# Magister Bohém
Magister Bohém byl bylinný likér s 28 % alkoholu uvedený na trh firmou Stock v roce 2010. Byl odvozený od bylinného likéru Magister. Likér byl jemně hořké chuti s lehce sladkým akcentem a měl světlou barvu, která není v této kategorii příliš obvyklá. Základní chuť likéru Magister byla posunuta ke sladké přídavkem výtažků ze skořice a pomeranče snoubící se s lékořicí či trpkostí hořce. Magister Bohém se doporučuje konzumovat vychlazený, buď samotný nebo v míchaných nápojích.
V roce 2015 není na stránkách výrobce již nabízen a je zmiňován v minulém čase.